# 第四个五年计划 (中国)

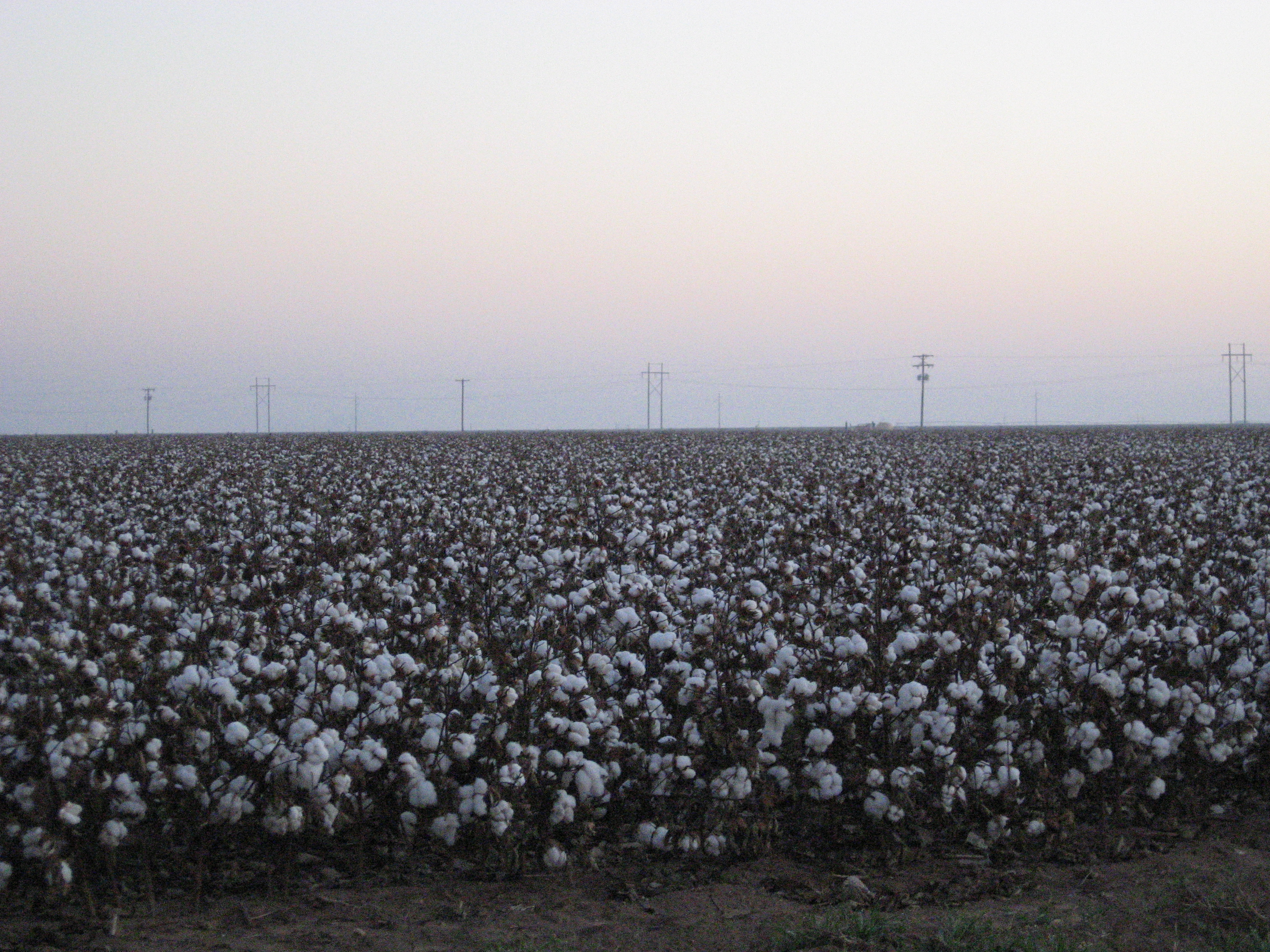
四五期間棉花產量增加6500万擔

第四個五年計畫（亦稱「四五」計劃）是指中華人民共和國制定的從1970年到1975年發展國民經濟的計劃。該計畫由1970年开始进行编制，2月15日至3月21日国务院召开计划工作会议，制定经济发展计划，1971年3月中共中央在批转1971年计划时《“四五”计划纲要（草案）》下發。

## 目標
《“四五”计划纲要》的总要求是：狠抓战备，集中力量建设战略后方，建立不同水平、各有特点、各自为战、大力协同的经济协作区，初步建成独立的、比较完整的工业体系和国民经济体系。
主要经济指标：
- 工农业总产值每年平均增长速度达12.5%；
- 五年合计国家预算内基本建设投资1300亿元；
- 1975年粮食产量达6000-6500亿斤；
- 棉花6500-7000万担；
- 钢3500-4000万吨；
- 原煤4-4.3亿吨；
- 发电量2000-2200亿度；
- 铁路货运量9-10亿吨。[2]

## 執行
執行開始後不久中國高層開始陷入林彪、江青等人為主的政治鬥爭事件，而出現不少問題，1973年7月1日国家计委根据中共中央工作会议对四五计划提出的意见，拟订了四五经过纲要修正案，把钢铁的品种质量放在第一位；经济协作区由10个改为6个。四五计划纲要规定的主要经济指标有近一半未能完成计划，四五落幕後的一年就發生了懷仁堂事變。
最終四五期间；工农业总产值平均每年增长7.8％，其中农业总产值年均增长4.0％，国民经济年均长7.8％，高年12.2％，最低1.4％,工业总产值年均增长9.1％。